# Daniel Arreola
Daniel Arreola Argüello (Cancún, 8 ottobre 1985) è un ex calciatore messicano, di ruolo difensore.

## Caratteristiche tecniche
È un difensore.

## Carriera

### Club
Cresciuto nel settore giovanile del Atlante, ha esordito in prima squadra il 27 luglio 2008 disputando l'incontro vinto 2-1 contro il Toluca.

### Nazionale
Il 17 marzo 2020 ha debuttato con la nazionale messicana disputando l'amichevole vinta 2-1 contro la Corea del Nord.

## Statistiche

### Cronologia presenze e reti in nazionale
| Cronologia completa delle presenze e delle reti in nazionale ― Messico | Cronologia completa delle presenze e delle reti in nazionale ― Messico | Cronologia completa delle presenze e delle reti in nazionale ― Messico | Cronologia completa delle presenze e delle reti in nazionale ― Messico | Cronologia completa delle presenze e delle reti in nazionale ― Messico | Cronologia completa delle presenze e delle reti in nazionale ― Messico | Cronologia completa delle presenze e delle reti in nazionale ― Messico | Cronologia completa delle presenze e delle reti in nazionale ― Messico |
| Data                                                                   | Città                                                                  | In casa                                                                | Risultato                                                              | Ospiti                                                                 | Competizione                                                           | Reti                                                                   | Note                                                                   |
| ---------------------------------------------------------------------- | ---------------------------------------------------------------------- | ---------------------------------------------------------------------- | ---------------------------------------------------------------------- | ---------------------------------------------------------------------- | ---------------------------------------------------------------------- | ---------------------------------------------------------------------- | ---------------------------------------------------------------------- |
| 17-3-2010                                                              | Torreón                                                                | Messico                                                                | 2 – 1                                                                  | Corea del Nord                                                         | Amichevole                                                             | -                                                                      | 84’                                                                    |
| Totale                                                                 |                                                                        | Presenze                                                               | 1                                                                      |                                                                        | Reti                                                                   | 0                                                                      |                                                                        |